# NGC 1349
NGC 1349 je galaksija u zviježđu Bik.

## Vanjske poveznice
- SEDS: NGC 1349